# Поводув-Третій
Поводув-Третій (пол. Powodów Trzeci) — село в Польщі, у гміні Вартковиці Поддембицького повіту Лодзинського воєводства.
Населення — 107 осіб (2011).
У 1975-1998 роках село належало до Серадзького воєводства.

## Демографія
Демографічна структура станом на 31 березня 2011 року:
|          | Загалом | Допрацездатний вік | Працездатний вік | Постпрацездатний вік |
| -------- | ------- | ------------------ | ---------------- | -------------------- |
| Чоловіки | 54      | 8                  | 39               | 7                    |
| Жінки    | 53      | 7                  | 27               | 19                   |
| Разом    | 107     | 15                 | 66               | 26                   |